# 费奥多尔·托尔布欣
费奥多尔·伊万诺维奇·托尔布欣（俄语：Фёдор Иванович Толбухин，1894年6月16日—1949年10月17日），苏联军事家，政治家，战时第七个晋升苏联元帅 。他是唯一一位死後才獲追授蘇聯英雄稱號的苏联元帅。

## 生平

### 早年及第一次世界大戰
托尔布欣出生在莫斯科东北部的小城——雅罗斯拉夫尔一個農民家庭，並在教会学校裡上学。1912年，他從圣彼得堡商学院畢業，後在圣彼得堡擔任会计师。 
1914年，第一次世界大战爆發。托尔布欣應召入伍，曾在骑兵部队裡服役參战，1915年被送到准尉学校中学习。1916年，毕业后在西北方面军和西南方面军先後任连长、营长。上尉军衔。在此期間，他因英勇作戰而獲授予三級聖安娜勳章及三級圣斯坦尼斯劳斯勳章，而且多次受到嘉奖。
1917年的二月革命後，托尔布欣被選為团委员会的秘书、主席。不久，托尔布欣的部队被解散，他以上尉军衔退役。

### 俄国内战及两次大战之间
1918年8月，托尔布欣在其家鄉加入红军。他先在雅罗斯拉夫尔的桑德列夫斯基及沙戈茨基的軍事委員會中供職。1919年，他從參謀學校中畢業，隨即投入了俄國內戰的戰鬥中－在北部和西部戰線中參與各級參謀工作。他历任师副参谋长、参谋长、集团军司令部作战处处长。
在此期間，他與凱瑟琳·伊万諾夫（Catherine Ivanovna）結了婚，並誕下一個女兒－塔蒂亞娜。此場婚姻僅維持了一年。
1921年，托尔布欣參與镇压喀琅施塔得起义，以及卡累利阿一帶對芬兰的軍事行動。
1923年，托尔布欣在諾夫哥羅德與貴族出身的Tamara Evgenievna Bobylev結婚。
两次大战之间，托尔布欣歷任第56步兵師參謀長（1922年6月起）、第167步兵团团长（1929年1月起）、第19軍參謀長（1930年11月起）等。在這時期，托尔布欣多次進修，先後兩次參與高级指挥人员进修班（1927年及1930年）。1934年，他從伏龙芝军事学院中毕业。
1937年9月，正值蘇聯大清洗時期，托尔布欣在擔任多個參謀職位後，獲任為基辅特别军区下属的第72步兵师师长。
1938年，托尔布欣加入联共（布）。同年7月起升任外高加索军区参谋长。
1940年，紅軍將各級「將軍」军衔引入其军衔系統中。該年6月，托尔布欣被授予少将军衔。

### 第二次世界大戰

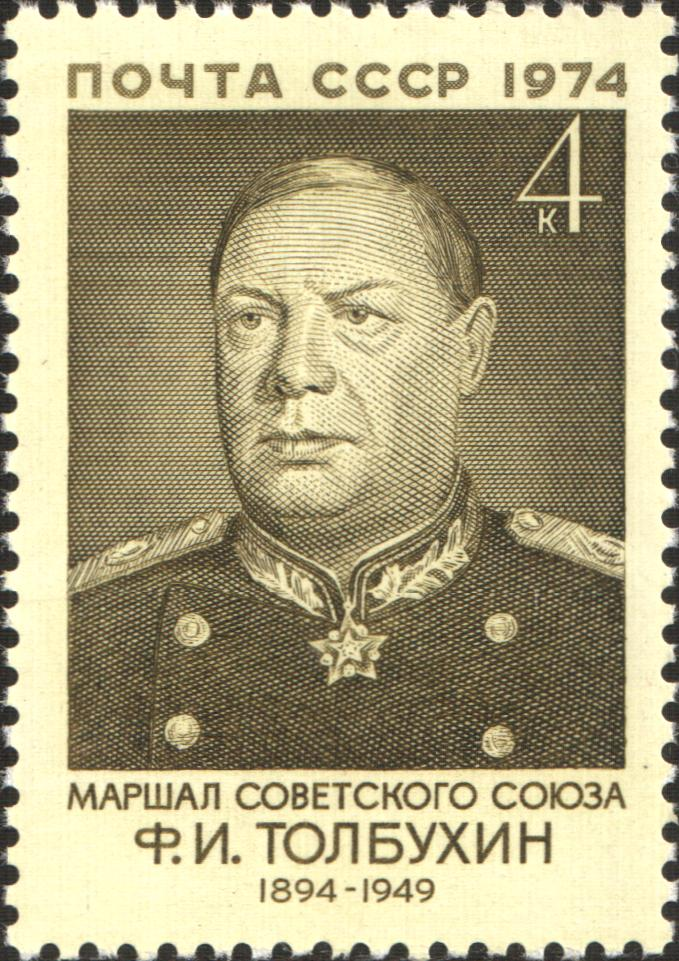
蘇聯元帥費奧多爾·托爾布欣（1974年的蘇聯郵票）

#### 戰爭初期
1941年6月22日，納粹德國展開巴巴罗萨计划。當時，托尔布欣仍為外高加索军区（戰時為外高加索方面军）参谋长。外高加索方面军在1941年12月改名為高加索方面军。
1942年1月，托尔布欣再調任克里木方面军（由高加索方面军改成）参谋长，參與了刻赤半島戰役的策畫。由于他不同意派駐方面军的大本营代表列夫·扎哈洛维奇·麦赫利斯的指挥，故在1942年3月，刻赤半島戰役開始前，被撤去参谋长职务。

#### 史達林格勒
1942年5月，托尔布欣獲起用為斯大林格勒军区副司令。1942年7月，任斯大林格勒方面军下屬的第57集团军司令。第57集团军在其指揮下，參與了史達林格勒保衛戰。在红军城以南地域设防，艰苦奋战达3个多月，予德军重大杀伤，并打破了德军从南方突破斯大林格勒的一切尝试。1942年11月下半月在顿河方面军突击集团编成内参加斯大林格勒城下围歼德军的战役。。由於該軍在史達林格勒保衛戰時表現突出，托尔布欣獲斯大林格勒方面軍司令安德烈·伊万诺维奇·叶廖缅科大將赞扬其指揮策劃能力和英勇。1943年1月19日晋升中将。
史太林格勒戰役完結後，托尔布欣在1943年2月從第57集团军調至西北方面軍，短暫擔任了第68集团军司令，參與了列寧格勒方面的行動。

#### 南部戰場
1943年3月，托尔布欣再被调职至南方面军（由斯大林格勒方面軍重組而成），接替羅季翁·雅科夫列維奇·馬利諾夫斯基上將任方面軍司令员。1943年4月晋升上将。該方面軍在其指揮下參與了米乌斯河战役（1943年7-8月）、頓巴斯攻勢（1943年8-9月）、梅利托波爾攻勢（1943年9-11月）、下第聶伯河攻勢（1943年8-12月）等。
1943年9月12日，托尔布欣因顿巴斯战役的戰功而被晉升為大將。
南方面軍在10月20日改名為乌克兰第4方面军，協助已晉升為大將的馬利諾夫斯基所統領的乌克兰第3方面军（由西南方面軍改名而成）进行第聂伯河-喀尔巴阡山脉攻势。該部與獨立沿海軍團及黑海艦隊聯合作戰，切斷了德國第17軍團的退路，並突破了莫洛奇纳亚河德军“东方壁垒”南段阵地，把戰線推進至第聂伯河下游和克里木地峡。
其後，乌克兰第4方面军在1944年4月發起了克里米亞攻勢，擊敗德軍第17軍團，解放了克里米亞半島及塞瓦斯托波爾。
1944年5月，托尔布欣接替羅季翁·雅科夫列維奇·馬利諾夫斯基大將，調任乌克兰第三方面军司令。8月，乌克兰第三方面军在托尔布欣指揮下，與馬利諾夫斯基大將指揮之乌克兰第二方面軍對德國及羅馬尼亞軍發起了雅西-奇西瑙攻勢，攻入了巴尔干及解放了罗马尼亚的大部分，导致德军南方战线大崩溃。此役觸發羅馬尼亞國王米哈伊一世發動政變，罷免羅馬尼亞總理揚·安東內斯庫，令羅馬尼亞脫離軸心國，加入同盟國。
1944年9月12日，在其以前的上司馬利諾夫斯基晉升為苏联元帅的兩天後，托尔布欣也獲得了苏联元帅军衔，成為第七个战时晋升苏联元帅 。
1944年9月起任盟国对保加利亚管制委员会主席。

#### 南斯拉夫、匈牙利及奧地利
隨即，在9月14日，托尔布欣率部與馬利諾夫斯基發起贝尔格莱德攻势，攻擊在蘇瓦普拉尼納地區的德國E集團軍和在大摩拉瓦河以東的德國F集團軍。蘇軍在是次攻勢中聯同南斯拉夫遊擊隊和保加利亞軍隊，掃蕩了南斯拉夫東部地區，並在10月20日攻佔了南斯拉夫首都貝爾格萊德。
1944年12月，在占領贝尔格莱德後的，烏克蘭第三方面軍轉往匈牙利，加入布達佩斯攻勢。12月26日，紅軍包圍了由德意志國防軍及匈牙利軍防守的匈牙利首都布達佩斯。經過多月的血腥戰鬥，剩餘的守軍在1945年2月13日最終向蘇軍投降 。
1945年3月6日，德軍發起春季覺醒行動，攻擊托爾布欣的烏克蘭第三方面軍，以收復布達佩斯。托爾布欣成功地组织了所部与保加利亚和南斯拉夫军团协同作战，採取「防守反击」的战术，成功击败了由約瑟夫·迪特里希上將指揮的德国党卫军第6坦克集团军。
此役的成功，促使了維也納攻勢的開展。3月16日，托爾布欣發起全面反攻，戰線被推回春季覺醒行動前的位置。
3月30日，托爾布欣經匈牙利西部，向多瑙河兩岸集中，並進入奧地利，準備攻入奧地利及解放維也納。
4月2日，維也納攻勢正式展開。4月4日，巴登及布拉提斯拉瓦被蘇軍佔領。接著，托爾布欣指揮其部包圍奧地利首都維也納，並在4月13日占領該城。
4月底，托爾布欣依据史達林的指令委派卡爾·倫納去組建新的奧地利臨時政府，以開展民主選舉。4月27日，倫納在托爾布欣的主導下被指定為臨時政府首腦，並在後來重建奧地利共和國的進程中擔任重要角色。

### 戰後
第二次世界大戰結束后，托尔布欣在1945年7月起擔任苏军南方集群司令，統領羅馬尼亞和匈牙利的蘇聯駐軍，負責巴爾幹方向的軍事行動。
1946年至1949年間，托尔布欣擔任了蘇聯第二屆最高蘇維埃成員，曾以苏联代表团成员的身分出席了1946年12月召开的斯拉夫国际会议。
1947年1月，托尔布欣調任外高加索军区司令，直至他去世。
1949年10月17日，托尔布欣因糖尿病於蘇聯首都莫斯科去世，終年55歲。其遺體隨後被火化，骨灰被埋在克里姆林宮紅場墓園
1965年5月7日，蘇聯最高蘇維埃主席團頒布法令，向已經去世的蘇聯元帥費奧多爾·伊万諾維奇·托爾布欣追授蘇聯英雄稱號。

## 军衔
1940年6月：少将
1943年1月19日：中將
1943年4月28日：上將
1943年9月21日：大將
1944年9月12日：蘇聯元帥

## 紀念
- 保加利亚的多布里奇市改名托尔布欣市，直至1989年共產黨倒台。
- 苏联雅罗斯拉夫尔州的达维德科沃镇改名托尔布欣诺镇。
- 苏军一個步兵师和自行炮兵高级军官学校，以托尔布欣命名。
- 托尔布欣的家乡雅罗斯拉夫尔立有他的雕像。
- 伏龙芝军事学院和外高加索军区司令部大楼，设置了托尔布欣的纪念牌。
- 在1960年，莫斯科设置了托尔布欣的纪念碑

## 榮譽
托尔布欣在其軍旅生涯屢獲各類型勳章獎章。他曾獲蘇聯最高級別的軍功勳章－胜利勋章。在其死後，也被追授蘇聯英雄榮譽稱號。以下為其所獲得的部分榮譽：

### 俄羅斯帝國勳章獎章
|  | 三級聖安娜勳章         |
|  | 三級圣斯坦尼斯劳斯勳章 |

### 蘇聯勳章獎章
|  | 蘇聯英雄金星獎章：1965年5月7日（追授）                  |
|  | 勝利勳章：1945年4月26日（第9號）                        |
|  | 列寧勳章：1944年3月19日，1945年2月21日，1965年5月7日    |
|  | 紅旗勳章：1922年10月28日，1944年11月3日，第三次日期不詳 |
|  | 一級蘇沃洛夫勳章：1943年1月28日，1944年4月16日          |
|  | 一級庫圖佐夫勳章：1943年9月17日                         |
|  | 紅星勳章：1938年2月22日                                 |
|  | 卡累利阿方面軍英勇士兵紀念章：1922年                    |
|  | 保衛史達林格勒獎章                                      |
|  | 攻克布達佩斯獎章                                        |
|  | 攻克維也納獎章                                          |
|  | 解放貝爾格勒獎章                                        |
|  | 1941-1945年大衛國戰爭戰勝德國獎章                       |
|  | 工農紅軍二十週年紀念獎章                                |
|  | 苏维埃陆军海军三十周年奖章                              |
|  | 莫斯科建城八百週年紀念獎章                              |

### 外國榮譽
|  | 人民英雄勳章－南斯拉夫社會主義聯邦共和國：1945年5月31日             |
|  | 保加利亚人民共和国英雄－保加利亚人民共和国：1979年（追授）          |
|  | 勇氣勳章－保加利亚人民共和国                                        |
|  | 格奧爾基·季米特洛夫勳章－保加利亚人民共和国（相等於蘇聯的列寧勳章） |
|  | 法國榮譽軍團勳章大十字勳位－法國                                    |
|  | 索非亞和貝爾格萊德榮譽市民                                          |